# Wade (nome)
Wade  è un nome proprio di persona inglese maschile.

## Origine e diffusione
Riprende il cognome inglese Wade, che ha una duplice origine: da una parte, è basato su un toponimo inglese antico che significa "guado", dall'altra è derivato dal nome proprio inglese antico Wada, basato sul verbo wadan, "andare".

## Onomastico
Il nome è adespota; le persone che lo portano possono festeggiare il proprio onomastico il 1º novembre, giorno di Ognissanti.

## Persone

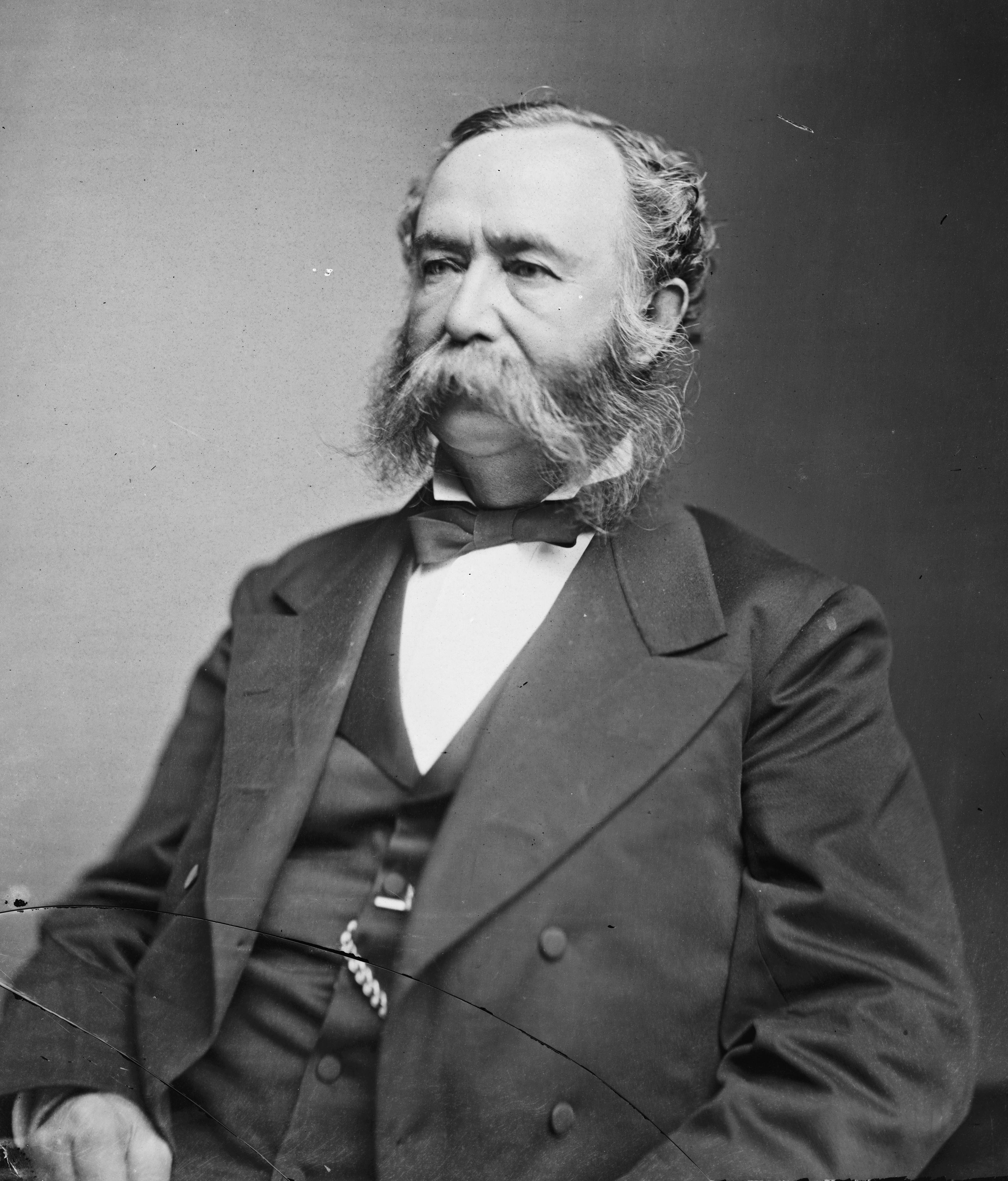
Wade Hampton III

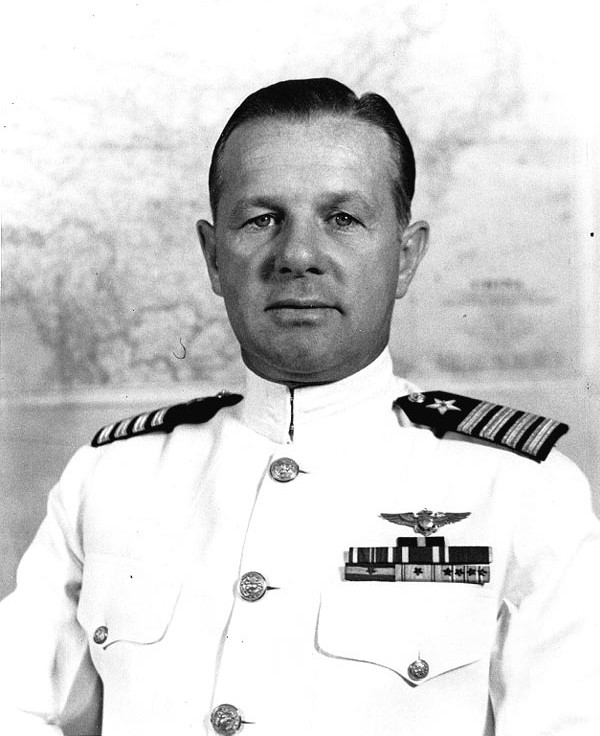
Wade McClusky

- Wade Barrett, calciatore statunitense
- Wade Dooley, rugbista a 15 e dirigente sportivo britannico
- Wade Elliott, calciatore britannico
- Wade Gugino, cestista statunitense naturalizzato francese
- Wade Hampton III, politico statunitense
- Wade Helliwell, cestista australiano
- Wade Lewis, pugile statunitense
- Wade McClusky, aviatore statunitense
- Wade Phillips, allenatore di football americano statunitense
- Wade Smith, giocatore di football americano statunitense
- Wade Williams, attore statunitense

## Il nome nelle arti
- Wade Kinsella è un personaggio della serie televisiva Hart of Dixie.
- Wade Load è un personaggio della serie animata Kim Possible.
- Wade Miller è uno pseudonimo congiunto usato dagli scrittori statunitensi Robert Wade e H. William Miller.
- Wade Wilson, più noto come Deadpool, è un personaggio dei fumetti Marvel Comics.